# 아쿠아 나루
아쿠아 나루(Akua Naru)는 미국 코네티컷주 뉴헤이븐 출신의 래퍼이다. 본명은 라타냐 올라툰지(LaTanya Olatunji)이다. 주로 유럽에서 활동하고 있으며, 2018년 하버드 대학교 힙합 보존 연구소(Hip-hop Archive Research Institute)에서 나시르 존스 힙합 펠로우(Nasir Jones Hiphop Fellows)로 힙합에서 여성의 성취를 보존하는 프로젝트를 수행하였다.

## 디스코그래피
EP
- Poetry: How Does It Feel? (2011)

앨범
- The Journey Aflame (2011)
- The Live & Aflame Sessions (2012)
- The Miner's Canary (2015)
- The Blackest Joy (2018)[3]